# Сім Криниць
Сім Криниць (рос. Семь Колодезей, Карава, крим. Yedi Quyu) — маловодна балка (річка) в Україні у Ленінському районі Автономної Республіки Крим, на Керченському півострові, (басейн Актакського).

## Опис
Довжина річки 23,0 км, площа басейну водозбору 118 км², найкоротша відстань між витоком і гирлом — 16,41 км, коефіцієнт звивистості річки — 1,40. Формується декількома безіменними балками (струмками) та загатами.

## Розташування
Бере початок на південній околиці села Кірове (крим. Kirovo) . Тече переважно на північний захід через населені пункти Красногірку (до 1948 — Кенеґез, крим. Kenegez) , Корольове (до 1948 — Коджалар, крим. Qocalar) , Леніне (до 1957 року Сім Коло́дязів) (рос. Ленино, крим. Yedi Quyu) , Калинівку (до 1948 — Кьорпе, крим. Körpe)  і впадає у озеро Актаське.

## Цікаві факти
- У минулому столітті понад річкою існувала велика кількість водяних млинів[4].
- Між селами Красногірка та Корольове річку перетинає автошлях М17 (автомобільний шлях міжнародного значення на території України, Херсон — Джанкой — Феодосія — Керч — державний кордон із Росією).
- Біля смт Леніне річку перетинає залізниця, а на правому березі розташована станція Сім Колодязів[5].